# Diceratiidae
Famille
Les Diceratiidae forment une famille de poissons abyssaux de l'ordre des Lophiiformes.

## Listes des genres et espèces
Selon World Register of Marine Species (14 août 2010) et
- genre Bufoceratias Whitley, 1931
- genre Diceratias Günther, 1887

Selon FishBase (14 août 2010) :
- genre Bufoceratias
  - Bufoceratias shaoi Pietsch, Ho & Chen, 2004
  - Bufoceratias thele (Uwate, 1979)
  - Bufoceratias wedli (Pietschmann, 1926)
- genre Diceratias
  - Diceratias bispinosus (Günther, 1887)
  - Diceratias pileatus Uwate, 1979
  - Diceratias trilobus Balushkin & Fedorov, 1986